# La bella addormentata nel bosco
Pour les articles homonymes, voir La Belle Endormie.
Versions successives
- La bella Dormente nel bosco, le 9 avril 1934
- La bella addormentata nel bosco, le 13 juin 1967

Représentations notables
La bella addormentata nel bosco P 134 est un opéra en 3 actes d'Ottorino Respighi sur un livret de Gianni Bistolfi basé sur le conte La Belle au bois dormant de  Charles Perrault. 
La première version de cet opéra a été créée au Teatro Odescalchi de Rome, le 13 avril 1922. C'était une version écrite pour le marionnettiste italien Vittorio Podrecca, qui était directeur d'une compagnie de marionnettes appelée Teatro dei Piccoli (Théâtre des Enfants). L'œuvre était interprétée par des marionnettes, mais elle était accompagnée par un orchestre et des chanteurs. La distribution lors de la première comprenait la soprano Cisse Vaugham et la mezzo-soprano Evelina Levi. La représentation a obtenu un succès complet avec un « grand nombre de rappels de pour le compositeur », et la pièce a été jugée comme un « bijou artistique ».
Une version révisée le 26 novembre 1933 (P 176) a été montée au Teatro di Torino, Turin, le 9 avril 1934, sous le nom de La bella Dormente nel bosco. La distribution comprenait Graziella Gazzera Valle (La Princesse), Magda Piccarolo (La Fée Bleue, le Rossignol), Angelina Rossetti (Le Fuseau, la Duchesse, le Chat), Maria Benedetti (La Reine, le Coucou, la Vieille dame), Vincenzo Capponi (Le Prince, le Bouffon) et Egisto Busacchi (Le Roi, le Bûcheron, l'Ambassadeur).
Une version posthume, révisée par Gian Luca Tocchi et par la veuve du compositeur, Elsa Respighi, a été montée au Teatro Rossini à Turin le 13 juin 1967.
L'opéra a été édité à Milan par Ricordi.

## Rôles
| Rôles                  | Voix                       | Création, le 13 avril 1922 |
| ---------------------- | -------------------------- | -------------------------- |
| La Fée bleue           | soprano                    | Cisse Vaugham              |
| Le Roi                 | baryton                    |                            |
| La Reine               | contralto                  | Evelina Levi               |
| La Princesse           | soprano                    |                            |
| Le Prince              | ténor                      |                            |
| La Fée verte           | rôle parlé                 |                            |
| L'ambassadeur          | baryton                    |                            |
| Le Bouffon             | ténor                      |                            |
| La petite vieille dame | mezzo-soprano              |                            |
| La Quenouille          | mezzo-soprano              |                            |
| Le Fuseau              | mezzo-soprano              |                            |
| Le Chat                | contralto                  |                            |
| Le Bûcheron            | baryton                    |                            |
| La Duchesse            | soprano                    |                            |
| Le Rossignol           | soprano                    |                            |
| Quatre docteurs        | ténor, basse, basse, basse |                            |

## Argument

### Acte I
Scène 1
En 1620, à la campagne au bord d'un petit lac, par une nuit étoilée. Le rossignol et le coucou rivalisent par leurs chants mais sont dérangés par un groupe de grenouilles qui dansent. L'ambassadeur du roi et un héraut annoncent la naissance de la princesse et invitent toutes les fées à son baptême. La Fée bleue apparaît avec ses compagnes. Elles acceptent d'être marraines de la princesse. Le chœur des fées s'éloigne, on entend à nouveau les deux oiseaux.
Scène 2
La grande salle du château. Le bouffon improvise une comptine pour la princesse. Le roi et le reine font leur entrée, accompagnés des fées et des invités. La cérémonie, qui culmine dans une marche solennelle et des sonneries de cloches, est interrompue par l'arrivée de la Fée verte qui disperse les invités dans le feu et la fumée. Elle annonce qu'à l'âge de vingt ans la princesse se piquera le doigt à un fuseau et s'endormira pour toujours. Après son départ le roi convoque le ministre des rouets et lui ordonne de détruire aussitôt tous les rouets du royaume. La Fée bleue ne contrecarre pas le sort immédiatement, mais invoque un chœur d'étoiles pour s'assurer qu'elles veilleront sur la princesse.

### Acte II
Scène 1
Vingt ans ont passé. Dans une tour oubliée du château une vieille édentée est assise à son rouet, chantant une chanson mélancolique. La princesse entre en chantant les joies du printemps. Elle salue le chat, méfiant. La vieille, encouragée par la princesse, lui apprend à filer. Quand le chat s'en aperçoit il est déjà trop tard : la princesse s'est piquée et s'endort doucement. La vieille appelle à l'aide, tandis que le rouet triomphant tourne autour de sa victime.
Scène 2
Quatre médecins armés de grosses seringues informent le roi que la princesse souffre d'une maladie inconnue. Ils sont congédiés, et la reine et le roi chantent un duo funèbre. Une procession entre. La princesse, portée sur une litière par deux marmottes blanches, semble seulement endormie. Comprenant qu'aucune friandise, ni même la musique de Strauss, ne réveillera la princesse, on fait venir des pleureuses. Enfin la Fée bleu apparaît. Elle fait placer la princesse dans une alcôve et endort tout le monde. Elle prédit que la princesse se réveillera d'un baiser d'amour et sort, sa tâche étant terminée. Une légion d'araignées recouvrent la scène de leurs toiles.

### Acte III
Scène 1
Trois cents ans plus tard, vers 1940. Des bois on aperçoit le château. Un bûcheron chante avec ses compagnons. Le prince Avril apparaît, accompagné de la duchesse et d'un groupe de chasseurs. Se trouve là aussi un riche Américain du nom de Mr Dollar Chèques, qui fait partie d'un groupe de « Rallye-papier ». Le prince badine avec la duchesse, puis s'étonne de ce château mystérieux tout couvert de lierre. Le bûcheron lui raconte la légende de la princesse endormie qui y attend le baiser d'un prince pour rompre l'enchantement. Le groupe est encouragé à partir et la duchesse, déjà jalouse, est consolée par Mr Dollar qui lui offre de lui acheter la Belle endormie, quel qu'en soit le prix. Le Prince s'approche à pied du château.
Scène 2
La salle où se trouve la princesse. Le prince Avril salue avec ironie les courtisans endormis autour de lui, et apprend de voix lointaines que ce sera l'amour, inspiré par le printemps, qui l'aidera à briser l'enchantement.
Scène 3
Une grosse araignée tente de l'attraper dans sa toile, mais le prince la tue de sa cravache. Soudain l'alcôve s'illumine. La Belle au Bois Dormant est étendue sur son lit, et le baiser du prince la tire de son sommeil, ainsi que tous les habitants du château. Après un duo amoureux passionné, la Fée bleue fait une dernière entrée triomphale et transforme la vieille pièce en salle du trône resplendissante. Le couple royal et les invités se réjouissent, tandis que le groupe du « Rallye-papier » se joint à eux et les entraîne dans un fox-trot d'un style nouveau.

## Instrumentation
La bella addormentata nel bosco (version 1922) est écrite avec l'instrumentation suivante:
flûte, hautbois, clarinette, basson, cor, trompette, trombone, triangle, tambour, cymbales, cloche, clochette, célesta, clavecin, cordes.
La bella dormente nel bosco (version 1934) est écrite avec l'instrumentation suivante:
flûte, hautbois, cor anglais, clarinette, basson, cor, trompette, trombone, piano, batterie, cordes.

## Discographie
- 1994 - Richard Haan (Re, Boscaiolo), Denisa Slepkovská (Regina, Duchessa), Janas Valásková (Principessa), Guillermo Dominguez (Principe), Adriana Kohutkova (Fata azzurra, Usignolo), Ivana Czaková (Vecchietta, Fata Verde), Dagmar Pecková (Cuculo, Gatto), Henrietta Lednárová (Rana), Igor Pasek (Giullare), Henrietta Lednárová (Fuso), Ján Durco (Ambasciatore), Adriano (Mr Dollar Chèques), Karol Bernáth (Medico I), Marián Smolárik (Medico II), Stanislav Benacka (Medico III), Anton Kurnava (Medico IV). Orchestre symphonique de la radio slovaque et Chœur philharmonique slovaque. Direteur Adriano. Marco Polo 8.223742[6]